# Hackney North and Stoke Newington
Hackney North and Stoke Newington är en av de 650 enmansvalkretsarna till det brittiska underhuset. Sedan parlamentsvalet 1987 representeras Hackney North and Stoke Newington av Diane Abbott (Labour). Valkretsen inrättades år 1950.

## Ledamöter
|  | Val  | Kandidat       | Parti  |
|  | ---- | -------------- | ------ |
|  | 1950 | David Weitzman | Labour |
|  | 1979 | Ernie Roberts  | Labour |
|  | 1987 | Diane Abbott   | Labour |

## Valresultat sedan 2010
| Parlamentsvalet 2024: Hackney North and Stoke Newington                                                              | Parlamentsvalet 2024: Hackney North and Stoke Newington | Parlamentsvalet 2024: Hackney North and Stoke Newington | Parlamentsvalet 2024: Hackney North and Stoke Newington | Parlamentsvalet 2024: Hackney North and Stoke Newington |
| --- | ------------------------------------------------------- | ------------------------------------------------------- | ------------------------------------------------------- | ------------------------------------------------------- |
| |                                                         |                                                         |                                                         |                                                         |
| Partier | Andel                                                   |                                                         | Antal                                                   |                                                         |
| Labour | 59,5 %                                                  |                                                         | 24 355                                                  |                                                         |
| Labour | −10,4 %                                                 |                                                         |                                                         |                                                         |
| Greens | 22,6 %                                                  |                                                         | 9 275                                                   |                                                         |
| Greens | +14,6 %                                                 |                                                         |                                                         |                                                         |
| Konservativa | 8,4 %                                                   |                                                         | 3 457                                                   |                                                         |
| Konservativa | −4,6 %                                                  |                                                         |                                                         |                                                         |
| Liberaldemokraterna                                                                                                  | 3,8 %                                                   |                                                         | 1 562                                                   |                                                         |
| Liberaldemokraterna                                                                                                  | −3,9 %                                                  |                                                         |                                                         |                                                         |
| Reform UK | 3,1 %                                                   |                                                         | 1 283                                                   |                                                         |
| Reform UK | +2,2 %                                                  |                                                         |                                                         |                                                         |
| Övriga partier & kandidater                                                                                          | 2,5 %                                                   |                                                         | 1 027                                                   |                                                         |
| Övriga partier & kandidater                                                                                          |                                                         |                                                         |                                                         |                                                         |
| Valdeltagande | 52,6 %                                                  |                                                         | 40 959                                                  |                                                         |
| Valdeltagande |                                                         |                                                         |                                                         |                                                         |
| Kandidater: LAB: Diane Abbott, GRN: Antoinette Fernandez, CON: David Landau, LDM: Rebecca Jones, REF: Deborah Cairns |                                                         |                                                         |                                                         |                                                         |

| Parlamentsvalet 2019: Hackney North and Stoke Newington | Parlamentsvalet 2019: Hackney North and Stoke Newington | Parlamentsvalet 2019: Hackney North and Stoke Newington | Parlamentsvalet 2019: Hackney North and Stoke Newington | Parlamentsvalet 2019: Hackney North and Stoke Newington |
| --- | ------------------------------------------------------- | ------------------------------------------------------- | ------------------------------------------------------- | ------------------------------------------------------- |
| |                                                         |                                                         |                                                         |                                                         |
| Parti | Andel                                                   |                                                         | Antal                                                   |                                                         |
| Labour | 70,3 %                                                  |                                                         | 39 972                                                  |                                                         |
| Labour | −4,8 %                                                  |                                                         |                                                         |                                                         |
| Konservativa | 11,9 %                                                  |                                                         | 6 784                                                   |                                                         |
| Konservativa | −0,7 %                                                  |                                                         |                                                         |                                                         |
| Greens | 8,8 %                                                   |                                                         | 4 989                                                   |                                                         |
| Greens | +4,1 %                                                  |                                                         |                                                         |                                                         |
| Liberaldemokraterna | 7,5 %                                                   |                                                         | 4 283                                                   |                                                         |
| Liberaldemokraterna | +0,8 %                                                  |                                                         |                                                         |                                                         |
| Brexitpartiet | 1,1 %                                                   |                                                         | 609                                                     |                                                         |
| Brexitpartiet | +1,1 %                                                  |                                                         |                                                         |                                                         |
| Övriga partier & kandidater | 0,4 %                                                   |                                                         | 227                                                     |                                                         |
| Övriga partier & kandidater |                                                         |                                                         |                                                         |                                                         |
| Valdeltagande | 61,5 %                                                  |                                                         | 56 864                                                  |                                                         |
| Valdeltagande |                                                         |                                                         |                                                         |                                                         |
| Kandidater: LAB: Diane Abbott, CON: Ben Obese-Jecty, GRN: Alex Armitage, LDM: Ben Mathis,1 BRX: Richard Christian Ings 1: Efter nomineringarna stängt valde Liberaldemokraterna att suspendera sitt stöd till Ben Mathis på grund av inlägg som han publicerat på Twitter. |                                                         |                                                         |                                                         |                                                         |

| Parlamentsvalet 2017: Hackney North and Stoke Newington                                       | Parlamentsvalet 2017: Hackney North and Stoke Newington | Parlamentsvalet 2017: Hackney North and Stoke Newington | Parlamentsvalet 2017: Hackney North and Stoke Newington | Parlamentsvalet 2017: Hackney North and Stoke Newington |
| --------------------------------------------------------------------------------------------- | ------------------------------------------------------- | ------------------------------------------------------- | ------------------------------------------------------- | ------------------------------------------------------- |
|                                                                                               |                                                         |                                                         |                                                         |                                                         |
| Parti                                                                                         | Andel                                                   |                                                         | Antal                                                   |                                                         |
| Labour                                                                                        | 75,1 %                                                  |                                                         | 42 265                                                  |                                                         |
| Labour                                                                                        | +12,2 %                                                 |                                                         |                                                         |                                                         |
| Konservativa                                                                                  | 12,7 %                                                  |                                                         | 7 126                                                   |                                                         |
| Konservativa                                                                                  | −2,1 %                                                  |                                                         |                                                         |                                                         |
| Liberaldemokraterna                                                                           | 6,8 %                                                   |                                                         | 3 817                                                   |                                                         |
| Liberaldemokraterna                                                                           | +1,8 %                                                  |                                                         |                                                         |                                                         |
| Greens                                                                                        | 4,6 %                                                   |                                                         | 2 606                                                   |                                                         |
| Greens                                                                                        | −10,0 %                                                 |                                                         |                                                         |                                                         |
| Övriga partier & kandidater                                                                   | 0,9 %                                                   |                                                         | 484                                                     |                                                         |
| Övriga partier & kandidater                                                                   |                                                         |                                                         |                                                         |                                                         |
| Valdeltagande                                                                                 | 66,2 %                                                  |                                                         | 56 298                                                  |                                                         |
| Valdeltagande                                                                                 |                                                         |                                                         |                                                         |                                                         |
| Kandidater: LAB: Diane Abbott, CON: Amy Gray, LDM: Joe Richards, GRN: Alastair Binnie-Lubbock |                                                         |                                                         |                                                         |                                                         |

| Parlamentsvalet 2015: Hackney North and Stoke Newington                                                    | Parlamentsvalet 2015: Hackney North and Stoke Newington | Parlamentsvalet 2015: Hackney North and Stoke Newington | Parlamentsvalet 2015: Hackney North and Stoke Newington | Parlamentsvalet 2015: Hackney North and Stoke Newington |
| --- | ------------------------------------------------------- | ------------------------------------------------------- | ------------------------------------------------------- | ------------------------------------------------------- |
| |                                                         |                                                         |                                                         |                                                         |
| Parti | Andel                                                   |                                                         | Antal                                                   |                                                         |
| Labour | 62,9 %                                                  |                                                         | 31 357                                                  |                                                         |
| Labour | +7,9 %                                                  |                                                         |                                                         |                                                         |
| Konservativa                                                                                               | 14,7 %                                                  |                                                         | 7 349                                                   |                                                         |
| Konservativa                                                                                               | +0,2 %                                                  |                                                         |                                                         |                                                         |
| Greens | 14,6 %                                                  |                                                         | 7 281                                                   |                                                         |
| Greens | +10,0 %                                                 |                                                         |                                                         |                                                         |
| Liberaldemokraterna                                                                                        | 5,0 %                                                   |                                                         | 2 492                                                   |                                                         |
| Liberaldemokraterna                                                                                        | −18,9 %                                                 |                                                         |                                                         |                                                         |
| UKIP | 2,2 %                                                   |                                                         | 1 085                                                   |                                                         |
| UKIP | +2,2 %                                                  |                                                         |                                                         |                                                         |
| Övriga partier & kandidater                                                                                | 0,6 %                                                   |                                                         | 323                                                     |                                                         |
| Övriga partier & kandidater                                                                                |                                                         |                                                         |                                                         |                                                         |
| Valdeltagande                                                                                              | 56,6 %                                                  |                                                         | 49 887                                                  |                                                         |
| Valdeltagande                                                                                              |                                                         |                                                         |                                                         |                                                         |
| Kandidater: LAB: Diane Abbott, CON: Amy Gray, GRN: Heather Finlay, LDM: Simon de Deney, UKIP: Keith Fraser |                                                         |                                                         |                                                         |                                                         |

| Parlamentsvalet 2010: Hackney North and Stoke Newington                                 | Parlamentsvalet 2010: Hackney North and Stoke Newington | Parlamentsvalet 2010: Hackney North and Stoke Newington | Parlamentsvalet 2010: Hackney North and Stoke Newington | Parlamentsvalet 2010: Hackney North and Stoke Newington |
| --------------------------------------------------------------------------------------- | ------------------------------------------------------- | ------------------------------------------------------- | ------------------------------------------------------- | ------------------------------------------------------- |
|                                                                                         |                                                         |                                                         |                                                         |                                                         |
| Parti                                                                                   | Andel                                                   |                                                         | Antal                                                   |                                                         |
| Labour                                                                                  | 55,0 %                                                  |                                                         | 25 553                                                  |                                                         |
| Labour                                                                                  | +6,0 %                                                  |                                                         |                                                         |                                                         |
| Liberaldemokraterna                                                                     | 23,9 %                                                  |                                                         | 11 092                                                  |                                                         |
| Liberaldemokraterna                                                                     | +0,8 %                                                  |                                                         |                                                         |                                                         |
| Konservativa                                                                            | 14,5 %                                                  |                                                         | 6 759                                                   |                                                         |
| Konservativa                                                                            | +0,0 %                                                  |                                                         |                                                         |                                                         |
| Greens                                                                                  | 4,6 %                                                   |                                                         | 2 133                                                   |                                                         |
| Greens                                                                                  | −5,1 %                                                  |                                                         |                                                         |                                                         |
| Övriga partier & kandidater                                                             | 2,0 %                                                   |                                                         | 924                                                     |                                                         |
| Övriga partier & kandidater                                                             |                                                         |                                                         |                                                         |                                                         |
| Valdeltagande                                                                           | 62,9 %                                                  |                                                         | 46 461                                                  |                                                         |
| Valdeltagande                                                                           |                                                         |                                                         |                                                         |                                                         |
| Kandidater: LAB: Diane Abbott, LDM: Keith Angus, CON: Darren Caplan, GRN: Matt Sellwood |                                                         |                                                         |                                                         |                                                         |

## Kartor

Valkretsens utbredning i Storlondon sedan 2024.
Valkretsens utbredning i Storlondon 2010–2024.